# Nagorno-Karabachse Autonome Oblast

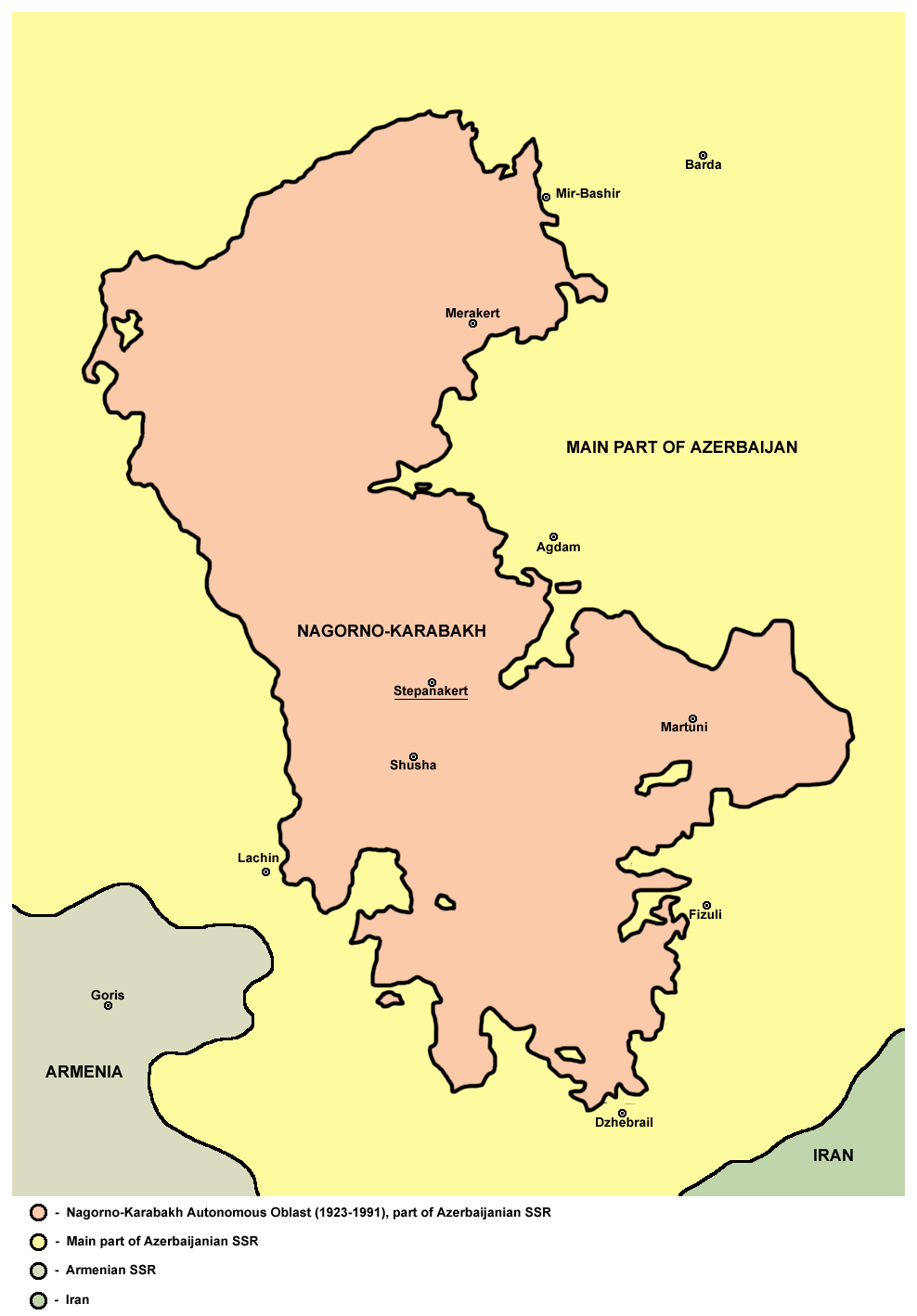
De Nagorno-Karabachse Autonome Oblast.

Ligging van de voormalige NKAO.

De Nagorno-Karabachse Autonome Oblast (NKAO) (Russisch: Нагорно-Карабахская автономная область, Nagorno-Karabachskaja avtonomnaja oblast) was een etnisch Armeense autonome oblast in de Sovjet-Unie tussen 1923 en 1991, die deel uitmaakte van de Azerbeidzjaanse sovjetrepubliek.

## Geschiedenis
Het gebied Nagorno-Karabach werd op 5 juli 1921 met een decreet van het Kaukasische Bureau van de Communistische Partij toegewezen aan de Azerbeidzjaanse sovjetrepubliek. Op 7 juli 1923 werd op een deel van Nagorno-Karabach een autonome oblast gevormd met Chankendi (later: Stepanakert) als hoofdstad. De oblast had een oppervlakte van 4.388 km². Het bestuurscollege van de oblast was een regionale volksraad, die zich in 1988 hernoemde tot de "Nationale Raad". De autonome oblast was gevormd uit gebieden van de Azerbeidzjaanse Socialistische Sovjetrepubliek en de Republiek Bergachtig Armenië.
Op 23 november 1991 schafte het parlement van Azerbeidzjan de autonome status van de oblast af en splitste het op in een aantal Azerbeidzjaanse rayons. Tijdens de oorlog in Nagorno-Karabach riep de Republiek Nagorno-Karabach in 1991 de onafhankelijkheid uit. De de facto onafhankelijke republiek werd internationaal niet erkend en werd de jure onderdeel van Azerbeidzjan beschouwd. In 2020 kwam een groot deel van de voormalige autonome oblast onder Azerbeidzjaanse controle, waarna in 2023 het de rest van het gebied volgde.

## Bestuurlijke indeling
De autonome oblast was bestuurlijk ingedeeld in 5 districten:
- Mardakert
- Askeran
- Sjoesji
- Martoeni
- Hadroet

De belangrijkste plaatsen waren:
- Martakert
- Margoesjevan (Leninavan)
- Karmir Sjoeka (Rode Markt)
- Madagis
- Askeran
- Martoeni
- Sjoesja
- Hadroet
- 73 dorpelijke gemeentes